# Ołeksandr Prychod´ko
Ołeksandr Mykołajowycz Prychod´ko, ukr. Олександр Миколайович Приходько, ros. Александр Николаевич Приходько, Aleksandr Nikołajewicz Prichod´ko (ur. 11 kwietnia 1966 w Kijowie) – ukraiński piłkarz, grający na pozycji obrońcy, trener piłkarski.

## Kariera piłkarska
Wychowanek Dynama Kijów. Pierwsi trenerzy: Pawło Wasyljew, Wiktor Szewczenko, Wjaczesław Semenow. W 1984 rozpoczął karierę piłkarską w drugoligowej drużynie Kołos Pawłohrad. Potem występował w klubach Maszynobudiwnyk Borodzianka, SKA Kijów, Guria Lanczchuti, Zakarpattia Użhorod, Desna Czernihów i Kremiń Krzemieńczuk. W 1992 w pierwszych mistrzostwach niepodległej Ukrainy debiutował w składzie Nywy Winnica. Potem występował w ukraińskich klubach Polissia Żytomierz, Naftochimik Krzemieńczuk, Nord-Am-Podilla Chmielnicki i Sirius Żółte Wody. Na początku 1995 wyjechał do Białorusi, gdzie bronił barw Torpeda Mohylew. W sierpniu został zaproszony do klubu Systema-Boreks Borodzianka. Wiosną 1997 wyjechał ponownie za granicę, tym razem do dalekiej Australii, gdzie rozegrał 3 gry w składzie pierwszoligowego Collingwood Warriors S.C., ale już jesienią powrócił do ojczyzny i w październiku 2007 został piłkarzem amatorskiego zespołu Dnipro Kijów. Jesienią 1998 przeniósł się do mołdawskiego Nistru-Unisport Otaci. Podczas przerwy zimowej sezonu 1998/99 powrócił do Dnipra Kijów, w którym zakończył karierę piłkarza w roku 2000.

## Kariera trenerska
Karierę szkoleniowca rozpoczął po zakończeniu kariery piłkarza. Najpierw pomagał trenować Kniaża Szczasływe. W maju 2006 został mianowany na stanowisko pełniącego obowiązki głównego trenera Borysfena Boryspol, którym kierował do czerwca. Po przyjściu nowego trenera Ołeksandra Riabokonia pozostał pracować w sztabie szkoleniowym boryspolskiego klubu. Potem pomagał Riabokoniu trenować kluby Desna Czernihów, FK Lwów i PFK Sewastopol. Od 16 marca 2012 ponownie pracuje w sztabie szkoleniowym Desny Czernihów.